# Biener See
Der Biener See ist ein künstlicher Teich in der Ortschaft Biene im Landkreis Emsland.
Er wurde Mitte der 1970er Jahre für den Bau der neuen Umgehungsstraße B70 zur östlichen Umgehung der Stadt Lingen ausgehoben. Der ausgehobene Sand wurde insbesondere für die Aufschüttung des Straßendammes verwendet. Der ca. 7 ha große Biener See hat einen Umfang von ca. 1,3 km und besitzt eine etwa 750 m² große Insel. Es existiert weder ein Zu- noch ein Abfluss des Sees. Die Wassermenge wird alleinig aus dem Grundwasser gespeist.